# مقاطعة كيويناو (ميشيغان)
مقاطعة كيويناو (بالإنجليزية: Keweenaw County, Michigan)‏ هي مقاطعة تقع في شبه الجزيرة العليا بولاية ميشيغان في الولايات المتحدة. تأسست سنة 1861، بلغ عدد سكانها 2215 نسمة في عام 2010 حسب إحصاء مكتب تعداد الولايات المتحدة وتصل الكثافة السكانية فيها 1.549 نسمة/كم2.

## السياسة
كانت المقاطعة تميل بشكل واضح للحزب الجمهوري خلال الفترة الممتدة من انتهاء الحرب الأهلية الأمريكية حتى عهد الرئيس فرانكلين روزفلت. برزت المقاطعة في انتخابات عام 1900، وعام 1904، وعام 1908، بكونها أكثر مقاطعة مؤيدة للجمهوريين في البلاد. أصبح روزفلت في آخر انتخابات رئاسية ترشح فيها عام 1944 أول رئيس ديمقراطي يفوز بالمقاطعة منذ فوز المرشح الرئاسي هوراشيو سايمور بالمقاطعة في انتخابات عام 1868. وبعدها أصبحت مقاطعة كيويناو تميل للحزب الديمقراطي حيث صوتت لمرشحي الحزب في جميع الاستحقاقات الانتخابية من عام 1964 حتى عام 1996 (عدا انتخابات عام 1972 وانتخابات عام 1980). وهذا ما جعل المقاطعة واحدة من بين ستة مقاطعات في جميع البلاد اتجهت لدعم كل من المرشحين آلف لاندون ووالتر مونديل الذين مُنيا بأسوء خسارات اقتراعية في انتخابات رئاسية منذ انتخابات عام 1824. عادت المقاطعة للتصويت للمرشحين الرئاسيين الجمهورين منذ انتخابات عام 2000.

## أعلام
- توماس هال

## وصلات خارجية
- http://www.keweenawcountyonline.org/
- United States Counties